# Tablet PC 入力パネル
Tablet PC 入力パネル（タブレットピーシーにゅうりょくパネル）とは、Windows XP Tablet PC Edition、また、Home Premium以上のWindows Vista、Windows 7に標準で付属する手書き文字入力アプリケーションのこと。マウスでも操作できるが、ペンタブレットやタブレットPCのペンを利用するほうが便利である。

## 機能
基本的な使い方は「枠内にペンで文字を書く」ことだけであり、特に練習しなくても誰でも使うことができる。入力できる文字は、英数字・かな・漢字・一部の記号だが、他の外国語を追加することもできる。
入力方式には次の4つがある。
手書きパッド
枠の中に連続して文字を書く。文字の間を空けても、スペースは認識されない。
文字パッド
枠の中にマスがあり、1マスにつき1字を書く。マスを空ければスペースになる。
また、入力する文字を英単語・数字・英数字に限定することができる。特に英単語は、要領は手書きパッドと同じだが、スペースを認識し単語に分割する。
スクリーン キーボード
画面上のキーボードを押して入力する。
音声認識
ディクテーション モードでは、マイクに話すことでテキスト入力ができる。また、音声コマンド モードでは、声でコンピュータの操作が行える。
書いた文字は、修正や変換を行った後に「挿入」を押して確定する。
文字の他に特定の記号を書くことで、EnterやSpaceなどのジェスチャを利用できる。